# Groombridge 1830
Groombridge 1830 (CF Ursae Majoris / GJ 451) es una estrella subenana amarillo-naranja en la constelación de la Osa Mayor, situada al noreste de Alula Borealis (ν Ursae Majoris) y Alula Australis (ξ Ursae Majoris). Se encuentra a 29,7 años luz de distancia del sistema solar. Fue catalogada por Stephen Groombridge en la década de 1830 y su alto movimiento propio fue señalado por Friedrich Wilhelm Argelander en 1842.
Como corresponde a una estrella subenana, Groombridge 1830 es especialmente tenue para su tipo espectral (G8). Con una masa 0,6 de masas solares y un radio de 0,64 radios solares, su luminosidad apenas supone el 19 % de la del Sol.
Al igual que la estrella de Kapteyn es una estrella del halo galáctico; estas apenas suponen entre el 0,1 y el 0,2 % de las estrellas más próximas al Sol.
Después de la estrella de Barnard y de la citada estrella de Kapteyn, Groombridge 1830 es la estrella que tiene un movimiento propio más alto. Al estar considerablemente más lejos que ambas significa que su velocidad transversal es mayor. De hecho, es el Sol el que sigue el movimiento de rotación de la galaxia alrededor del centro de la Vía Láctea; las estrellas de halo, como Goombridge 1830, no participan de este movimiento, permaneciendo «quietas» y pareciendo que se mueven en dirección retrógrada a gran velocidad.
Al igual que otras estrellas de halo, presenta una metalicidad baja, entre el 3 y el 10 % de la del Sol. Suelen ser estrellas muy antiguas, y la edad de Groombridge 1830 puede superar los 10 000 millones de años.
Por otra parte, se han observado llamaradas en Groombridge 1830, inicialmente atribuidas a una estrella fulgurante acompañante. Actualmente se atribuyen a la propia estrella, que parece estar sola: corresponderían a un tipo de erupciones observadas en estrellas del tipo espectral F8 a G8, llamadas «superllamaradas», por ser mucho más intensas que las erupciones solares. Este tipo de llamaradas se han observado en estrellas análogas como κ1 Ceti y π1 Ursae Majoris.